# Каспійський трубопровідний консорціум

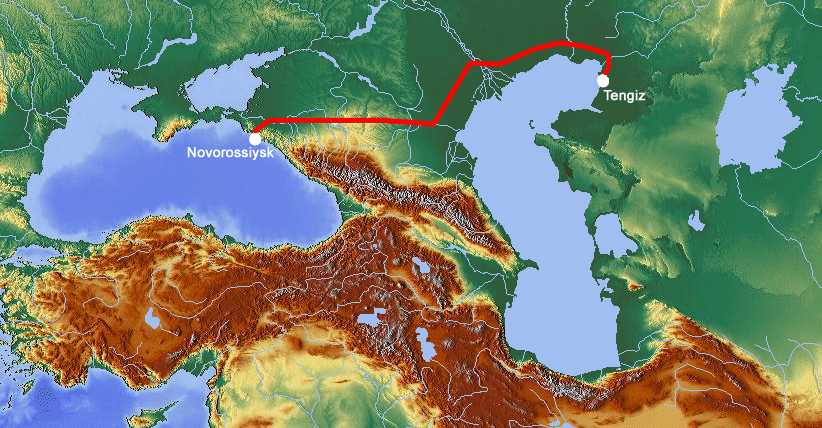
Маршрут нафтопроводу КТК

Каспійський трубопровідний консорціум (КТК) — міжнародна акціонерна компанія, що побудувала й експлуатує нафтопровід КТК, який з'єднує родовища Західного Казахстану (Тенгіз, Карачаганак) з російським узбережжям Чорного моря (термінал Південна Озереєвка біля Новоросійську).

## Загальні відомості
Довжина нафтопроводу — 1510 км.
Потужність першої черги — 28,2 млн тон нафти на рік, у тому числі 22 млн тон по нафті каспійського походження. Повна пропускна здатність була досягнуто до середини 2004 р. У листопаді 2004 року КТК почав приймати російську нафту на Кропоткінській НПС у Краснодарському краї. Спочатку проект розроблявся з тим розрахунком, що його початкова пропускна здатність буде збільшена до 67 млн тон нафти на рік.
Для цього необхідно побудувати нові перекачувальні станції, нафтосховища на терміналі в районі Новоросійська і встановити ще один виносний причальний пристрій.
| Рік  | Кількість, млн т | Приріст, % |
| ---- | ---------------- | ---------- |
| 2005 | 30,5             |            |
| 2006 | 31,118           | +2         |
| 2007 | 32,612           | +4,6       |
| 2010 | 34,9             | +0,87      |

## Акціонериконсорціуму
Росія — 31% акцій, представлена:
- АК «Транснефть» (акції знаходяться у довірчому управлінні) — 24% акцій;
- КТК Компані — 7% акцій;

Казахстан — 20,75% акцій, представлений:
- «Казмунайгаз» — 19% акцій,
- Kazakhstan Pipeline Ventures LLC — 1,75% акцій;

Інші компанії:
- Chevron Caspian Pipeline Consortium Company — 15% акцій;
- LUKARCO B.V. — 12,5% акцій;
- Mobil Caspian Pipeline Company — 7,5% акцій;
- Rosneft-Shell Caspian Ventures Limited — 7,5% акцій;
- BG Overseas Holding Limited — 2% акцій;
- Eni International N.A. N.V. — 2% акцій;
- Oryx Caspian Pipeline LLC — 1,75% акцій.